# Sanshiro Sugata 2
Sanshiro Sugata 2 (續姿三四郎?, Zoku Sugata Sanshirō) è un film del 1945 diretto da Akira Kurosawa, sequel di Sanshiro Sugata.
A quel tempo la guerra volgeva al termine e la sconfitta del Giappone appariva imminente.

## Trama
Il campione di judo Sanshiro (ormai affermato) riceve la sfida di un impresario statunitense che vuole coinvolgerlo in un incontro di boxe. Egli rifiuta ma, sdegnato per la fine toccata al suo sostituto, accetta di battersi e ridicolizza l'avversario. Viene poi sfidato dai fratelli minori del suo avversario finale del precedente film, animati da propositi di vendetta.
Sia l'incontro col boxer americano, sia quello coi karateka giapponesi non sono stati autorizzati dal suo sensei, e per questo rischierebbe l'espulsione dal dojo. Questo conflitto tra le regole formali e ciò che sarebbe moralmente giusto fare lo tormenta per tutta la pellicola, finché una discussione col bonzo gli chiarisce le idee e gli dona serenità.